# 信頼できるコンピューティングのセキュリティ開発ライフサイクル
信頼できるコンピューティングのセキュリティ開発ライフサイクル (Trustworthy Computing Security Development Lifecycle, SDL) は、マイクロソフトが提案するソフトウェア開発プロセスである。ソフトウェア セキュリティに関する信頼性の向上とバグの増加を抑えるために使用されている。また、ソフトウェアの維持費を抑えるためにも使用されている。SDL は基本的なスパイラル モデルに基づいている。
今日では、マイクロソフトのほぼ全てのソフトウェア プロダクトで適用されている。

## バージョン
| バージョン | リリース日    | リンク                                                                                 |
| ---------- | ------------- | -------------------------------------------------------------------------------------- |
| 1          | 2004年1月     | 非公開                                                                                 |
| 2          | 2004年7月     | 非公開                                                                                 |
| 2.1        | 2005年1月     | 非公開                                                                                 |
| 2.2        | 2005年7月     | 非公開                                                                                 |
| 3          | 2006年1月     | 非公開                                                                                 |
| 3.2        | 2008年4月15日 | http://www.microsoft.com/download/en/details.aspx?displaylang=en&id=24308 (リンク切れ) |
| 4.1        | 2009年6月1日  | http://www.microsoft.com/download/en/details.aspx?displaylang=en&id=15526 (リンク切れ) |
| 4.1a       | 2010年4月15日 | http://www.microsoft.com/download/en/details.aspx?displaylang=en&id=17701 (リンク切れ) |
| 5          | 2010年5月11日 | http://www.microsoft.com/download/en/details.aspx?displaylang=en&id=12285 (リンク切れ) |
| 5.2        | 2012年5月23日 | http://www.microsoft.com/en-us/download/details.aspx?id=29884                          |